# Liga mistrů OFC 2009/2010
Ročník 2009/10 Ligy mistrů OFC (anglicky OFC Champions League) byl 9. ročníkem klubové soutěže pro nejlepší oceánské fotbalové týmy. Vítězem se stal tým PRK Hekari United, který tak postoupil na Mistrovství světa ve fotbale klubů 2010.

## Základní skupiny

### Skupina A
| Tým              | Z | V | R | P | VG | IG | +/- | B  |
| ---------------- | - | - | - | - | -- | -- | --- | -- |
| Waitakere United | 6 | 3 | 3 | 0 | 15 | 6  | +9  | 12 |
| Auckland City    | 6 | 3 | 3 | 0 | 13 | 5  | +8  | 12 |
| Magenta          | 6 | 1 | 3 | 2 | 13 | 10 | +3  | 6  |
| Manu-Ura         | 6 | 0 | 1 | 5 | 3  | 23 | −20 | 1  |

|                  | AUC | MAG | MAN | WAI |
| ---------------- | --- | --- | --- | --- |
| Auckland City    | –   | 2–1 | 5–0 | 2–2 |
| Magenta          | 1–1 | –   | 8–1 | 1–1 |
| Manu-Ura         | 0–2 | 1–1 | –   | 1–5 |
| Waitakere United | 1–1 | 4–1 | 2–0 | –   |

### Skupina B
| Tým           | Z | V | R | P | VG | IG | +/- | B  |
| ------------- | - | - | - | - | -- | -- | --- | -- |
| Hekari United | 6 | 4 | 1 | 1 | 15 | 7  | +8  | 13 |
| Lautoka       | 6 | 4 | 0 | 2 | 12 | 6  | +6  | 12 |
| Tafea         | 6 | 2 | 2 | 2 | 8  | 11 | −3  | 8  |
| Marist        | 6 | 0 | 1 | 5 | 3  | 14 | −11 | 1  |

|               | HEK | LAU | MAR | TAF |
| ------------- | --- | --- | --- | --- |
| Hekari United | –   | 1–2 | 2–1 | 4–0 |
| Lautoka       | 0–1 | –   | 3–0 | 1–2 |
| Marist        | 1–4 | 1–3 | –   | 0–2 |
| Tafea         | 3–3 | 1–3 | 0–0 | –   |

## Finále
| Domácí v 1. zápase | Celkem | Hosté v 1. zápase | 1. zápas | 2. zápas |
| ------------------ | ------ | ----------------- | -------- | -------- |
| Hekari United      | 4–2    | Waitakere United  | 3–0      | 1–2      |

## Vítěz
| Liga mistrů OFC 2009/10 PRK Hekari United První titul |